# سلمى رشيد
المغنية سلمى رشيد (13 يونيو 1994 -), فنانة مغربية بمدينة الدار البيضاء، كانت طالبة جامعية بشعبة الاقتصاد وغيرت الوجهة إلى الإعلام لقربه من مجالها الفني ولتحقيق رغبة دفينة في نفسها منذ الصغر، بزغ نجمها في برنامج اكتشاف المواهب أراب أيدل في نسخته الثانية على قناة إم بي سي 1، أطلق عليها الجمهور عدة ألقاب منها «السندريلا» و«السلطانة».

## بدايتها الفنية
كانت سلمى مند نعومة أظافرها تميل لتصميم الأزياء لعرائسها من الدمى وتحب الغناء كذلك، وعرفت في محيطها العائلي وبين زملائها في جميع مراحلها الدراسية بميلها للغناء، هذا الميل ورثته عن أبيها الذي كان في شبابه ضمن مجموعة غنائية، وكان يجيد العزف على الآلات الوترية على اختلاف أنواعها.
من مدرجات الجامعة وبدون سابق إنذار توجهت سلمى رشيد إلى برنامج اكتشاف المواهب أرب آيدل في موسمه الثاني، ودخلت المنافسات في مرحلة الأداء وحازت على الموافقة من أعضاء لجنة التحكيم وبالإجماع، وواصلت تألقها في جميع مراحل البرنامج، ونظرا لقوة صوتها وندرته وحضورها الطاغي على خشبة المسرح، ولأدائها لكل أنواع الغناء، المصري واللبناني والخليجي والمغربي رغم صغر سنها، جعلت كل من يسمع صوتها يشهد لها بمستقبل زاهر في الغناء، ابتداءً من أعضاء لجنة التحكيم الذين أقروا جميعهم بقوة صوتها وصفائه وتنبؤوا بأن يكون لها شأن عظيم في الوطن العربي، وأخص بالذكر الفنان راغب علامة الذي آمن بموهبتها من أول وهلة، مروراً بضيوف حلقات البرنامج الذين هم كذلك أشادوا بصوتها كديانا حداد، ومحمد منير الذي وصف صوتها بالثوري، وانتهاء بفنانين عظام لهم مكانتهم في عالم الغناء الذين أعجبوا بجمالية صوتها وكاريزمتها الطاغية كالفنانة أصالة نصري التي قالت بأن سلمى رشيد على هيئة فنانة وأنها أحببتها وأحبت تكوينها...

## مرحلة مابعد البرنامج
خرجت سلمى رشيد من المنافسة لتدخل قلوب الألوف من المعجبين والمؤيدين، فتضاعف عدد المتابعين لها، وحققت الأغاني التي أدتها خلال البرنامج أعلى نسب المشاهدة، وصلت إلى عشرات الملايين من المشاهدين، وبإقبال لا يعرف التوقف.

### الألقاب
حصلت سلمى رشيد على:
- لقب سفيرة للنوايا الحسنة للأطفال ذوي الاحتياجات الخاصة، وفي هذا الإطار قامت بعدة زيارات للجمعيات الخيرية وللأسر المعوزة، ولمستشفى الأطفال المصابين بالسرطان بالمغرب.وفي فلسطين زارت روضة الأطفال بمخيم الأمعري.
- لقب سفيرة لمستشفى الأكاديمية الإمريكية للجراحة والتجميل.

## التكريمات
حصلت على عدة تكريمات:
- - - بالمغرب:

تم اختيارها ضمن أبرز الشخصيات المغربية لعام 2013
و بمدينة تطوان:
- أحرزت على العضوية الشرفية لمؤسسة حنان.
- حصلت على درع أفضل مطربة لعام 2013
و بمدينة الرباط:
- تكريم من سفارة العراق بالرباط
- - - خارج المغرب تم تكريمها من:

0 سلطنة عمان
0الرئيس الفلسطيني محمود عباس
0 سفير المغرب بفلسطين
0 مخيم الأمعري للاجئين بفلسطين
0 راديو هلا FM الأردني
0 شركة راية للإعلان والنشر
0 القوات المسلحة المصرية

## أعمالها

### في الغناء

#### الأغاني المنفردة
- «احساس» (2014)
- «فورفي» (2014)
- «اعيدو لي» (2014)
- «سمعني نبضك» (2015)
- «مااصعب غيابك» (2016)
- «همسة حب» (2017)
- «يا هنيالي» (2017)
- «وش جديدك» (2017)
- «المغربي» (2017)
- «قد المطر» (2017)
- «اش جا يدير»(2018)

#### الأغاني العربية
- أحيت في شهر ماي 2014 حفل في مهرجان موازين التي اطلقت من خلاله عملها الأول أغنية احساس من كلمات الشاعر والملحن محمد الرفاعي ولحن احمد إبراهيم ومحمد الرفاعي
- تم اختيارها من طرف شركة فلسطينية لوضع صوتها على أغنية فلسطينية اعيدو لي مهداة لاهل غزة وفلسطين. الأغنية من كلمات رامي شبانة ولحنها خالد خصيب وتوزيع رشيد محمد علي.
- ديسمبر 2014: أصدرت أغنية مغربية بعنوان فورفي كلمات مصطفى الكعواشي الحان رضوان الديري وتوزيع رشيد محمد علي.
- مايو 2016: نشرت أغنية بعنوان سمعني نبضك كلمات عماد طالب الحان همام حسن ومحمد الشريف وتوزيع أمير الانصاري وتم تصوير الأغنية في فيديو كليب من إخراج إيهاب الراشد.التي حققت نجاح باهر بانتشارها الكبير في الدول العربية.
- 2016: أصدرت أغنية لبنانية بعنوان ما أصعب غيابك كلمات رامي كوسا وألحان يزن الصّباغ وتوزيع هاني السعدي وتم تصوير الاغنية في فيديو كليب من إخراج مراد الخودي
- فبراير 2017 : أطلقت أغنية مغربية بعنوان همسة حب كلمات اشرف محمد الديب وألحان رضوان الديري وتوزيع رشيد محمد علي وتم تصوير الاغنية في فيديو كليب من إنتاج سلمى رشيد
- أبريل 2017: عرضت أغنية عراقية بعنوان يا هنيالي دويتو مع الفنان ياسر عبدالوهاب كلمات حيدر الأسير وألحان همام حسن وتوزيع مصطفى باسم وتم تصوير الاغنية في فيديو كليب من إخراج إيهاب الراشد
- مايو 2017: أصدرت أغنية سعودية بعنوان وش جديدك كلمات بندر بلحمر وألحان عبده عمر وتوزيع حاتم نصر وتم تصوير الاغنية في فيديو كليب من إنتاج سلمى رشيد
- يوليو 2017: أطلقت أغنية مغربية بعنوان المغربي كلمات فاروق قصلاني وألحان أسامة حنصالي وتوزيع حمزة الغازي وتم تصوير الاغنية في فيديو كليب من إنتاج سلمى رشيد

#### أغاني الجينيريك
- همي ولاد عمي (مسلسل)
- زهر الباتول
- قلبي بغاه (فيلم)
- سلامات أبو البنات (مسلسل)

### في التمثيل
- 2019: قلبي بغاه (فيلم)
- 2020: زهر الباتول (مسلسل)

## إعلانات
في عام 2017 تم اختيار سلمى رشيد لتكون الوجه الإعلاني لشركة كوكاكولا
تم إصدار كليب كوكاكولا ديالي فين هيا مع أحمد شوقي وعربة نقل.

## حياتها
عُيِّنَت سفيرة النوايا الحسنة للأطفال ذوي الاحتياجات الخاصة، وكانت لها مشاركات عديدة في مشاريع هادفة وزيارات لمراكز إنسانية، وأحيث عشرات الحفلات الغنائية في عدد من الدول العربية، ودخلت إلى فلسطين حيث أحيت حفلاً غنائياً جماهيرياً بعد أراب آيدول محبوب العرب.